# Улица Миера (Рига)
Улица Ми́ера (латыш. Miera iela — Мирная улица) — улица в Риге, в Центральном районе и Видземском предместье, в исторических районах Центр и Браса. Начинается от перекрёстка улиц Бривибас, Матиса и Шарлотес (близ театра «Дайлес»); ведёт в северо-восточном направлении до Брасовского моста, где переходит в улицу Гауяс.
Длина улицы — 2173 метра. Почти на всём протяжении имеет асфальтовое покрытие; часть улицы замощена булыжником. На участке от Брасовского моста до перекрёстка с улицами Клуса и Казарму движение одностороннее (в сторону центра города). На всём протяжении по улице проходит маршрут трамвая № 11; по части улицы также проходит автобусный маршрут № 9.
В 2014 году портал SkyScanner, сравнивая известные мировые центры хипстерской культуры, признал рижскую улицу Миера самой хипстерской улицей в мире.

## История
Улица Миера образовалась как путь, ведущий к Большому кладбищу, чем и объясняется её название. В списках улиц города Риги она впервые упоминается 1846 году под названием Jaunā Mirušo iela (Новая Мёртвая улица). Современное название, которое больше не изменялось, улица носит с 1859 года.
Первоначально улица Миера начиналась от площади, где ныне стоит Новая церковь Гертруды, вела на северо-запад по нынешней улице Таллинас и затем поворачивала на северо-восток по своей нынешней трассе. В 1885 году часть улицы Миера была отнесена к новоустроенной Ревельской улице (ныне улица Таллинас); с этих пор улица Миера начиналась от современного перекрёстка с улицами Таллинас и Аристида Бриана.
Часть нынешней улицы Миера от этого перекрёстка до театра «Дайлес» известна с 1843 года как Vecā Mirušo iela (Старая улица Умерших), а с 1859 года она носила название Каролиненская улица (латыш. Karlīnes iela). В 1937 году улица Карлинес вошла в состав улицы Миера; одновременно с противоположной стороны к улице Миера была присоединена улица Лиела Лачу (латыш. Lielā Lāču iela) — ныне дальняя часть улицы Миера, после развилки с улицей Клуса.

## Примечательные здания
- Большое количество зданий на улице Миера, построенных в начале XX века, являются охраняемыми памятниками архитектуры местного значения[6].
- Дом 22 — кондитерская фабрика «Laima».
- Дом 45 — Рижский родильный дом[7].
- Дом 58 — бывшая Рижская табачная фабрика (закрыта в 2009 году)[8].

## Прилегающие улицы
Улица Миера пересекается со следующими улицами:
- Улица Бривибас
- Улица Шарлотес
- Улица Майзницас
- Улица Аннас
- Улица Палидзибас
- Улица Аристида Бриана
- Улица Таллинас
- Улица Алояс
- Улица Эвелес
- Улица Менесс
- Улица Хоспиталю
- Улица Сенчу
- Улица Зирню
- Улица Клуса
- Улица Казарму
- Улица Иерочу
- Улица Лачу
- Улица Упес